# Лайв Оук (окръг, Тексас)
Окръг Лайв Оук (на английски: Live Oak County) е окръг в щата Тексас, Съединени американски щати. Площта му е 2795 km², а населението – 11 335 души (1 април 2020). Административен център е град Джордж Уест.